# Martin Van Den Bossche
Martin Van Den Bossche (Hingene, Bornem, 10 de març de 1941) és un ciclista belga, ja retirat, que fou professional entre 1963 i 1974.
El 1959 va guanyar el campionat nacional júnior de ciclisme en ruta. Com a amateur va guanyar una etapa de la Volta a Àustria el 1961, acabant segon de la general rere Stefan Mascha. El 1963 es va convertir en ciclista professional, a l' equip ciclista Solo-Terrot, i es va retirar el 1974. Durant un temps va ser gregari d'Eddy Merckx.
Com a professional, va guanyar la classificació de la muntanya al Giro d'Itàlia de 1970 i finalitzà dues vegades entre els 10 primers al Tour de França. Altres èxits destacats foren la victòria a la Schaal Sels de 1964, el Giro del Lazio de 1972 i dues etapes de la Setmana Catalana.

## Palmarès
- 1961
  - Vencedor d'una etapa de la Volta a Àustria
- 1962
  - Vencedor de 2 etapes a la Volta a Bèlgica amateur
- 1964
  - 1r a la Schaal Sels
- 1965
  - 1r a la Chaumont - Gistoux
  - 1r a l'Omloop der Zennevalei
- 1967
  - 1r a l'Omloop van het Waasland
- 1968
  - 1r al Trofeu Assalit (etapa de la Setmana Catalana)
- 1969
  - 1r al Trofeu Torres-Sedan
  - Vencedor d'una etapa de la Setmana Catalana
- 1970
  -  Gran Premi de la Muntanya al Giro d'Itàlia
- 1972
  - 1r al Giro del Lazio

### Resultats al Tour de França
- 1966. 10è de la classificació general
- 1967. 59è de la classificació general
- 1969. 23è de la classificació general
- 1970. 4t de la classificació general
- 1972. 15è de la classificació general

### Resultats a la Volta a Espanya
- 1968. 38è de la classificació general

### Resultats al Giro d'Itàlia
- 1970. 3r de la classificació general.  1r del Gran Premi de la Muntanya
- 1972. 29è de la classificació general